# أذن الدب
أذن الدب أو بيض الشبح نوع نادر من نباتات جنوب أفريقيا في الفصيلة النجمية. يوجد فقط في الكثبان الرملية على طول الساحل الغربي لمقاطعة الكاب. أوراقه لحمية لسانية زغبية وزغبها أبيض اللون أسفع المواج. أزهاره جميلة الشكل فستقية اللون.